# Neuenfelde

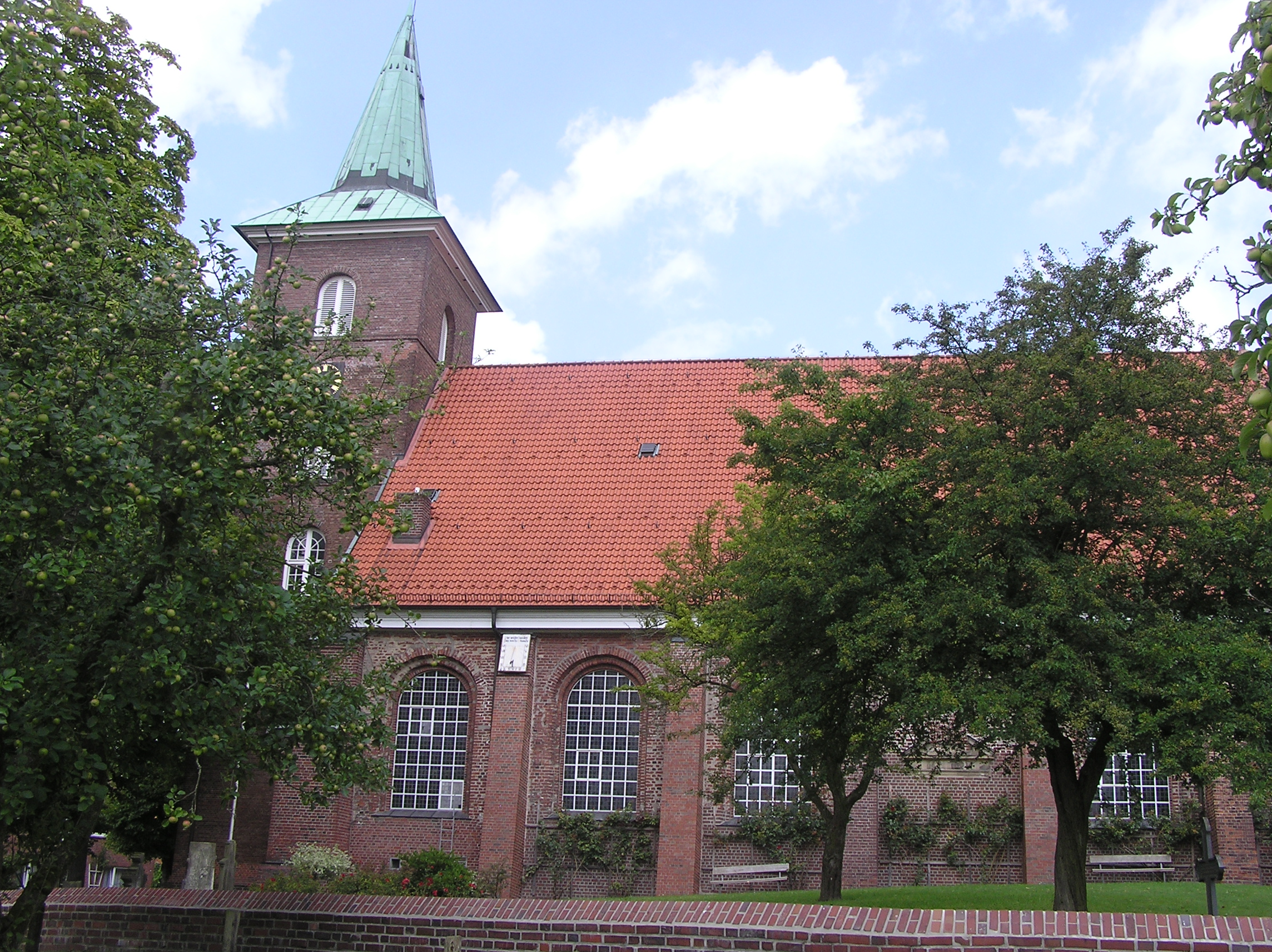
A Igreja de São Pancrácio (St. Pankratius-Pfarrkirche) em Neuenfelde.

Neuenfelde é um quarteirão rural localizado no distrito de Harburg da cidade de Hamburgo, na Alemanha.
É bastante conhecida pela qualidade de frutas que cultiva, tais como cereja e maça, e por suas casas únicas, o que serve de atração para turistas.
Em 2006, sua população era de 4.614 habitantes.

## Pessoas ilustres
- Arp Schnitger (1648-1719), construtor de órgãos alemão.